# 후지와라 라이온

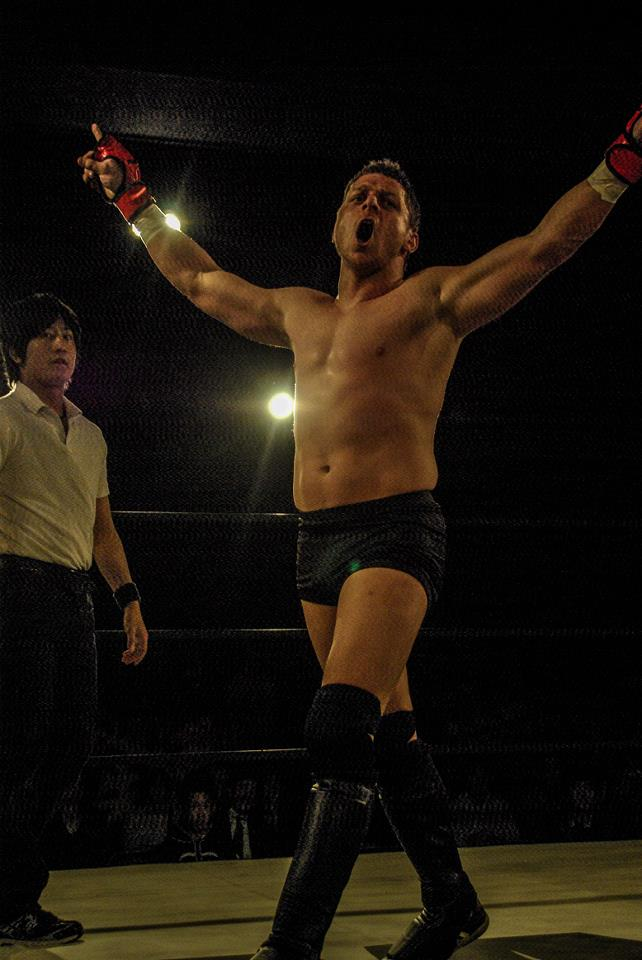
후지와라 라이온

라이온 매커보이(영어: Rionne McAvoy, 1986년 7월 2일 ~ )는 후지와라 라이온(일본어: 藤原ライオン, 영어: Rionne Fujiwara)이라는 링네임으로 잘 알려진 오스트레일리아의 프로레슬링선수다. 키는 175cm 몸무게는 87kg이다.